# 维朱
维朱（義大利語：Viggiù），是意大利瓦雷泽省的一个市镇。总面积9.3平方公里，人口5243人，人口密度563.8人/平方公里（2009年）。国家统计（ISTAT）代码为012139。